# McCarthy-Gletscher
Der McCarthy-Gletscher ist ein Gletscher im westantarktischen Marie-Byrd-Land. An der Südseite der Wisconsin Range fließt er in westlicher Richtung und mündet unmittelbar südwestlich des Mount McNaughton gemeinsam mit dem Olentangy-Gletscher in den Reedy-Gletscher.
Der United States Geological Survey kartierte ihn anhand eigener Vermessungen und mittels Luftaufnahmen der United States Navy zwischen 1960 und 1964. Das Advisory Committee on Antarctic Names benannte ihn 1967 nach Leutnant Robert J. McCarthy, Navy-Pilot bei Flügen in dieses Gebiet bei der Operation Highjump (1946–1947).